# Nguyên Bưu (diễn viên)
Nguyên Bưu (Phồn thể: 元彪; Giản thể: 元彪; Bính âm: Yuán Biāo; tiếng Anh: Yuen Biao; sinh ngày 26 tháng 7 năm 1957) là một nam diễn viên, đạo diễn, nhà sản xuất phim và nhà biểu diễn võ thuật của điện ảnh Hồng Kông. Ông chuyên đóng các vai nhào lộn và võ thuật Trung Quốc, xuất hiện trong hơn 80 bộ phim với các vai trò diễn viên, đóng thế và biểu diễn võ thuật. Xuất thân từ "Học viện Hý kịch Trung Quốc" tại Hồng Kông bên cạnh hai sư huynh Thành Long và Hồng Kim Bảo, Nguyên Bưu bắt đầu tham gia nghệ thuật từ khi nhỏ tuổi với vai trò thành viên nhóm Thất Tiểu Phúc. Ông nổi tiếng với khán giả khi đóng các bộ phim võ thuật về môn phái Vịnh Xuân quyền và là một trong những người biểu diễn môn võ thuật này xuất sắc trên màn ảnh, bên cạnh Lý Tiểu Long, Lương Triều Vỹ, Chân Tử Đan và Ngũ Doãn Long. Ông là diễn viên Hồng Kông hiếm hoi có lượng người hâm mộ trung thành ở Nhật Bản lớn hơn cả bản địa của mình.

## Tiểu sử
Nguyên Bưu tên thật là Hạ Linh Chấn (夏令震), sinh ngày 26 tháng 7 năm 1957 tại Hồng Kông. Ông là con thứ năm trong một gia đình có tám người con. Vào cuối năm 1959, võ sư kinh kịch Vu Chiêm Nguyên thành lập Học viện Hý kịch Trung Quốc tại Hồng Kông, thu nhận nhiều đệ tử để đào tạo về kỹ thuật biểu diễn hý kịch, đặc biệt là về võ thuật và kỹ thuật nhào lộn. Năm sáu tuổi, ông theo học Kinh kịch Bắc Kinh tại Học viện Hý kịch Trung Quốc, tham gia nhóm diễn viên nhỏ tuổi Thất Tiểu Phúc (Bảy học viên xuất sắc nhất được Vu sư phụ chọn ra), từ đó lấy nghệ danh là Nguyên Bưu.

## Sự nghiệp
Cho đến nay, Nguyên Bưu đã xuất hiện trong hơn 130 bộ phim. Ông từng thủ vai trong tám loạt phim truyền hình cho kênh Hồng Kông TVB.

### Đầu thập niên 1970
Nguyên Bưu bắt đầu sự nghiệp bằng việc đóng thế cho một số bộ phim như Mãnh Long Quá Giang (1972), Tinh Võ Môn (1972) và đóng thế những pha nguy hiểm cho Lý Tiểu Long trong Long Tranh Hổ Đấu (1973), Trò Chơi Tử Thần (1978).

### Cuối thập niên 1970 đến thập niên 1980
Nhờ những người bạn tốt của mình và các sư huynh "Nguyên Long" Hồng Kim Bảo và "Nguyên Lâu" Trần Thành Long, ông bắt đầu làm việc thường xuyên hơn là một diễn viên đóng thế. Sau The Dragon, the Odds (1977) và Lang thang (1978), ông đóng vai chính trong nhiều bộ phim trong đầu những năm 1980, đặc biệt là Phá gia chi tử (Bại Gia Tử) do Hồng Kim Bảo đạo diễn và Dreadnaught (1981) do Viên Hòa Bình đạo diễn. Sau đó, ông đồng đóng vai chính cùng với Thành Long và Hồng Kim Bảo trong Kế hoạch A (1983), Quán ăn lưu động (1984) và Rồng bất tử (1988), và cũng xuất hiện một vai nhỏ trong các bộ phim Ngũ phúc tinh (1985). Thập niên 1980, Nguyên Bưu cùng với Hồng Kim Bảo và Thành Long là bộ ba vàng của điện ảnh võ thuật Hồng Kông thời bấy giờ với nhiều bộ phim làm khuynh đảo phòng vé. Tuy nhiên, kể từ Rồng bất tử thì cả ba không còn đóng chung bộ nào nữa.

### Thập niên 1990
Các vai diễn của Nguyên Bưu ngày càng giảm trong thập niên 1990, dù ông có vai diễn phụ đáng chú ý đóng cùng Lý Liên Kiệt trong Hoàng Phi Hồng (1991) với vai Lương Khoan. Ông xuất hiện trong phần tiếp theo và được thay thế bởi Mạc Thiếu Thông. Cuối thập niên 1990, Nguyên Bưu tham gia một số bộ phim như Hero (1997) hợp tác với Kaneshiro Takeshi và Trung Hoa Anh hùng (1999) có sự tham gia của Trịnh Y Kiện, chứng kiến ông trở lại màn ảnh rộng.

### Thập niên 2000
Năm 2000, Nguyên Bưu đã đi đến Hoa Kỳ để làm việc với Thành Long làm biên đạo võ thuật. Năm 2001, ông là người đồng đóng vai chính trong Quyền Thần. Nguyên Bưu cũng đóng vai chính trong Không có vấn đề 2 (2002). Trong năm 2006, Nguyên Bưu đóng vai Thanh tra Steve Mạc trong Kế hoạch Baby cùng với sư huynh Thành Long. Năm 2007 ông tham gia phim truyền hình Vịnh Xuân quyền cùng với Tạ Đình Phong và Hồng Kim Bảo trong vai Lương Tán. Năm 2009 ông thủ vai Đàm Tông trong phần hai của loạt phim Thiếu Lâm tự truyền kỳ với Lương Gia Nhân và Kế Xuân Hoa. Dựa vào kỹ năng điêu luyện, ông là nhân vật theo dạng nhảy vô lê và tấn công trực diện vào đối thủ.

## Đời tư
Nguyên Bưu kết hôn với vợ là Bành Tú Hà năm 1982, năm ông 25 tuổi. Một thời gian sau ông dẫn vợ sang Canada để định cư. Vợ chồng Nguyên Bưu có hai con là Ha Ming Chak và Hà Dĩ Côn.

## Danh sách phim

### Điện ảnh
| Năm  | Tựa đề tiếng Anh                                       | Tựa đề tiếng Trung               | Vai diễn/Vai trò                                                                    | Ghi chú |
| ---- | ------------------------------------------------------ | -------------------------------- | ----------------------------------------------------------------------------------- | --- |
| 1966 | The Eighteen Darts (Part 1)                            | 兩湖十八鏢 (上集)                | diễn viên nhí                                                                       | a.k.a. Seven Little Tigers (Part 1) |
| 1966 | The Eighteen Darts (Part 2)                            | 兩湖十八鏢 (下集)                | diễn viên nhí                                                                       | a.k.a. Seven Little Tigers (Part 2) |
| 1972 | Tinh võ môn                                            | 精武門                           | "Petrov's enemy" (không được ghi danh) stuntman                                     | a.k.a. The Chinese Connection |
| 1972 | Hapkido                                                | 合氣道                           | "Black Bear student" (vai phụ) đóng thế                                             | a.k.a. Lady Kung Fu |
| 1972 | Mãnh long quá giang                                    | 猛龍過江                         | "thug" vai phụ đóng thế                                                             | |
| 1972 | The Fourteen Amazons                                   | 十四女英豪                       | "Yang soldier" (vai phụ)                                                            | |
| 1973 | Chinese Hercules                                       | 碼頭大決鬥                       | vai phụ                                                                             | a.k.a. Freedom Strikes a Blow |
| 1973 | The Rendezvous of Warriors                             | 偷渡客                           | vai phụ                                                                             | |
| 1973 | Little Tiger of Canton                                 | 廣東小老虎                       | "pickpocket" (as Bill Yuen)                                                         | a.k.a. Cub Tiger from Kwang Tung, Ten Fingers of Death |
| 1973 | Death Blow                                             | 賊王                             | "Street Thug"                                                                       | a.k.a. Thunderfist |
| 1973 | The Master of Kung Fu                                  | 黃飛鴻                           | "Wong's student"                                                                    | |
| 1973 | Long tranh hổ đấu                                      | 龍爭虎鬥                         | "Tournament Fighter" (không được ghi danh) stuntman                                 | |
| 1973 | Attack of the Kung Fu Girls                            | 鐵娃                             | vai phụ stuntman                                                                    | a.k.a. None but the Brave |
| 1973 | Back Alley Princess                                    | 馬路小英雄                       | vai phụ stuntman                                                                    | |
| 1973 | Kickmaster                                             | 跆拳震九州                       | "Japanese" (extra)                                                                  | a.k.a. Sting of the Dragon Masters aka When Taekwondo Strikes                                                                                               |
| 1974 | Super Kung Fu Kid                                      | 小霸王                           | (extra)                                                                             | a.k.a. Karado: The Kung Fu Flash |
| 1974 | The Shrine of Ultimate Bliss                           | 鐵金剛大破紫陽觀                 | "thug" action director                                                              | a.k.a. The Stoner aka Hong Kong Hitman |
| 1974 | Conman and the Kung Fu Kid                             | 狼狽為奸                         | vai phụ                                                                             | a.k.a. From China with Death aka Dragons of Kung Fu |
| 1974 | Paris                                                  | 巴黎殺手                         | vai phụ                                                                             | a.k.a. Paris Killers |
| 1974 | Virgins of the Seven Seas                              | 洋妓                             | vai phụ                                                                             | a.k.a. Enter the Seven Virgins aka The Bod Squad |
| 1974 | The Tournament                                         | 中泰拳壇生死戰                   | "student"                                                                           | |
| 1975 | Kung Fu Stars                                          | 脂粉大煞星                       | vai phụ                                                                             | |
| 1975 | The Boatman Fighters                                   | 海盜張保仔                       | vai phụ                                                                             | a.k.a. Cheung Po Chai aka The Brave Man |
| 1975 | The Big Showdown                                       | 猛虎鬥狂龍                       | vai phụ                                                                             | a.k.a. Kung Fu Massacre |
| 1975 | The Man from Hong Kong                                 | 直搗黃龍                         | vai phụ                                                                             | a.k.a. The Dragon Flies |
| 1975 | The Valiant Ones                                       | 忠烈圖                           | "1st Pirate in contest"                                                             | a.k.a. Usurpers of Emperor's Power |
| 1976 | Brotherhood                                            | 江湖子弟                         | "San He Tang's gangster"                                                            | |
| 1976 | Killer Clans                                           |                                  | vai phụ                                                                             | |
| 1976 | Hot Potato                                             |                                  | vai phụ                                                                             | |
| 1976 | Secret Rivals                                          | 南拳北腿                         | "Russian student" assistant action choreographer                                    | a.k.a. Silver Fox Rivals |
| 1976 | Challenge of the Masters                               | 陸阿采與黃飛鴻                   | "Master Pang's student"                                                             | |
| 1976 | The Himalayan                                          | 密宗聖手                         | (extra)                                                                             | |
| 1976 | Hand of Death                                          | 少林門                           | "assassin"                                                                          | a.k.a. Countdown in Kung Fu |
| 1976 | The Magic Blade                                        | 天涯明月刀                       | (extra) stuntman                                                                    | |
| 1976 | Shaolin Wooden Men                                     | 少林木人巷                       | "troublemaker at tavern" stuntman                                                   | a.k.a. Shaolin Chamber of Death |
| 1977 | To Kill a Jaguar                                       | 絕不低頭                         | "Mr Kam's thug" stuntman                                                            | |
| 1977 | The Fatal Flying Guillotines                           | 陰陽血滴子                       | (extra)                                                                             | |
| 1977 | Secret Rivals 2                                        | 南拳北腿鬥金狐                   | vai phụ assistant action director assistant action choreographer stuntman           | a.k.a. Silver Fox Rivals II |
| 1977 | Last Strike                                            | 被迫                             | vai phụ                                                                             | a.k.a. Soul Brothers of Kung Fu aka Kung Fu Avengers aka Tiger Strikes Again                                                                                |
| 1977 | Broken Oath                                            | 破戒                             | "brothel guard / One of Qi's Men"                                                   | |
| 1977 | The Dragon, the Odds                                   | 戇居仔與牛咁眼                   | "Mo Lai Tao"                                                                        | a.k.a. Crazy Boy and Pop-Eye |
| 1977 | Jade Tiger                                             | 白玉老虎                         | vai phụ stuntman                                                                    | |
| 1977 | Invincible Armour                                      | 鷹爪鐵布衫                       | vai phụ assistant action director                                                   | |
| 1977 | Deadly Angels                                          | 俏探女嬌娃                       | (extra) stuntman                                                                    | a.k.a. The Bod Squad |
| 1977 | Death Duel                                             | 三少爺的劍                       | "Spirit Catcher" stuntman                                                           | |
| 1977 | Shaolin Plot                                           | 四大門派                         | "School fighter"                                                                    | |
| 1977 | Heroes of Shaolin                                      | 大武士與小票客                   | "sword and knife man" action director                                               | a.k.a. Heroes of the Wild |
| 1977 | Snuff Bottle Connection                                | 神腿鐵扇功                       | vai phụ martial arts choreographer stuntman                                         | |
| 1978 | My Kung Fu Master                                      | 師父教落                         | "stuntman on movie set"                                                             | |
| 1978 | The Amsterdam Kill                                     | 荷京喋血                         | vai phụ                                                                             | |
| 1978 | Dirty Tiger, Crazy Frog                                | 老虎田雞                         | "casino fighter" stuntman                                                           | |
| 1978 | Warriors Two                                           | 贊先生與找錢華 (1978)            | "Thunder Pai's man stuntman                                                         | |
| 1978 | Enter the Fat Dragon                                   | 肥龍過江                         | "thug in opening scene"                                                             | |
| 1978 | Flying Guillotine 2                                    | 清宮大刺殺                       | (extra)                                                                             | a.k.a. Massive Brutal Massacre |
| 1978 | The Vengeful Beauty                                    | 血芙蓉                           | "Jin Ren Ting's man"                                                                | |
| 1978 | Swordsman And Enchantress                              | 蕭十一郎                         | "Mrs Lian's bodyguard"                                                              | |
| 1978 | Trò chơi tử thần                                       | 死亡遊戲                         | vai phụ đóng thế                                                                    | |
| 1978 | Spiritual Kung Fu                                      | 拳精                             | "Master of the Five Fists" (không được ghi danh) stuntman                           | a.k.a. Karate Ghostbuster |
| 1978 | Shaolin Connection                                     | 荷蘭賭人頭                       | vai phụ                                                                             | a.k.a. Amsterdam Connection aka Big Bad Bolo |
| 1979 | Magnificent Butcher (Lâm Thế Vinh)                     | 林世榮                           | "Lương Khoan" assistant action director assistant action choreographer stuntman     | |
| 1979 | Knockabout                                             | 雜家小子                         | "Yipao"                                                                             | |
| 1979 | Odd Couple                                             | 搏命單刀奪命搶                   | stuntman assistant action director                                                  | |
| 1979 | The Incredible Kung Fu Master                          | 醒目仔蠱惑招                     | action director                                                                     | |
| 1980 | The Young Master (Suất đệ xuất mã)                     | 帥弟出馬                         | "Fourth Brother (Sang Kung's son)" stuntman                                         | |
| 1980 | Snake Deadly Act                                       | 蛇形醉步                         | vai phụ                                                                             | a.k.a. Snake Fist, Drunken Step |
| 1980 | The Victim                                             | 身不由已                         | Jo-Wing's cohort action director action choreographer stuntman                      | |
| 1980 | Quỷ đả quỷ                                             | 鬼打鬼                           | "Ma cương thi" chỉ đạo võ thuật Biểu diễn võ thuật đóng thế                         | |
| 1980 | Two Toothless Tigers                                   | 甩牙老虎                         | action director                                                                     | |
| 1980 | Bat Without Wings                                      | 無翼蝙蝠                         | supporting role                                                                     | |
| 1981 | Dreadnaught                                            | 勇者無懼                         | "Mousy"                                                                             | |
| 1981 | Trò chơi tử thần II                                    | 死亡塔                           | supporting role assistant action director stuntman                                  | a.k.a. Tower of Death |
| 1982 | Carry on Pickpocket                                    | 提防小手                         | người đàn ông tại ngân hàng (vai khách mời) chỉ đạo hành động đóng thế              | |
| 1982 | Phá gia chi tử (Bại Gia Tử)                            | 敗家仔                           | "Lương Tán" chỉ đạo hành động đóng thế                                              | |
| 1982 | The Dead and the Deadly                                | 人嚇人                           | action director stuntman                                                            | |
| 1982 | Lovers Blades                                          | 神經大俠                         |                                                                                     | |
| 1983 | Winners and Sinners                                    | 奇謀妙計五福星                   | "CID officer" action director action choreographer act with Jackie and Sammo Hung   | |
| 1983 | Kế hoạch A                                             | A計劃                            | "Thanh tra Hong Tin-tsu" đóng thế                                                   | |
| 1983 | The Champions                                          | 波牛                             | "Lee Tong"                                                                          | |
| 1983 | Zu Warriors from the Magic Mountain                    | 新蜀山劍俠                       | "Ti Ming-chi / Dik Ming-kei" action director action choreographer                   | |
| 1984 | Pom Pom                                                | 神勇雙響炮                       | "garbage truck driver" (cameo)                                                      | |
| 1984 | Quán ăn lưu động                                       | 快餐車                           | "David" đóng thế                                                                    | a.k.a. Spanish Connection |
| 1984 | Treasure Hunters                                       | 龍虎少爺                         | chỉ đạo hành động                                                                   | |
| 1985 | Ngũ phúc tinh                                          | 福星高照                         | "Ricky" biểu diễn hành động chỉ đạo võ thuật                                        | |
| 1985 | Mr. Vampire                                            | 殭屍先生                         | "Ma cương thi"                                                                      | |
| 1985 | Heart of Dragon                                        | 龍的心                           | chỉ đạo võ thuật đóng thế                                                           | a.k.a. Heart of the Dragon aka The First Mission |
| 1985 | Those Merry Souls                                      | 時來運轉                         | "Chiu Chi-lung" action director                                                     | a.k.a. From the Great Beyond |
| 1986 | Twinkle, Twinkle Lucky Stars                           | 夏日福星                         | "Thanh tra Ricky Fung" action director act with Jackie and Sammo Hung               | |
| 1986 | Eastern Condors (Phi Ưng Phương Đông)                  | 東方禿鷹                         | "Man Yen-chieh" a.k.a. "Rat" action director stunt coordinator                      | |
| 1986 | Millionaire's Express                                  | 富貴列車                         | "Fire Chief Tsao Cheuk-kin" đóng thế                                                | a.k.a. Shanghai Express |
| 1986 | Rosa                                                   | 神勇雙響炮續集                   | "'Little Monster / Hsia" action director action choreographer                       | |
| 1986 | Mr. Vampire 2                                          | 殭屍家族                         | "Yen"                                                                               | |
| 1986 | Righting Wrongs                                        | 執法先鋒                         | "Hsai Ling-cheng" a.k.a. "Jason Chan" producer action director action choreographer | a.k.a. Above the Law |
| 1986 | Young Champion                                         |                                  |                                                                                     | Phim Nhật |
| 1988 | Rồng bất tử                                            | 飛龍猛將                         | "Tung Tak-piu" a.k.a. "Timothy" chỉ đạo hành động                                   | |
| 1988 | Picture of a Nymph                                     | 畫中仙                           | "Shih Erh"                                                                          | |
| 1988 | On the Run                                             | 亡命鴛鴦                         | "Heung Ming"                                                                        | |
| 1989 | Peacock King                                           | 孔雀王子                         | "Monk Peacock" co-director                                                          | |
| 1989 | Miracles (Kỳ Tích)                                     | 奇蹟                             | "beggar" (cameo)                                                                    | a.k.a. Mr Canton and Lady Rose |
| 1989 | The Iceman Cometh                                      | 急凍奇俠                         | "Fong Sau-ching" action director action choreographer                               | |
| 1990 | Saga of the Phoenix                                    | 阿修羅                           | "Peacock"                                                                           | |
| 1990 | Licence to Steal                                       | 龍鳳賊捉賊                       | "Swordsman"                                                                         | a.k.a. Dragon Versus Phoenix |
| 1990 | Shanghai Encounter                                     | 亂世兒女                         | "Little Tiger"                                                                      | a.k.a. Shanghai, Shanghai |
| 1991 | Hoàng Phi Hồng                                         | 黃飛鴻                           | "Lương Khoan"                                                                       | |
| 1991 | Baka yarô! 4 You! Omae no koto da yo 3 Sagi naru Japan | バカヤロー!4 YOU! お前のことだよ | "Hoi"                                                                               | Bakayaro! là một bộ phim tuyển tập bởi đạo diễn người Nhật. Nguyên Bưu xuất hiện trong một phần.                                                            |
| 1992 | A Kid From Tibet                                       | 西藏小子                         | "Lo Ba Wong La" director producer action director                                   | |
| 1992 | Shogun and Little Kitchen                              | 伙頭福星                         | "Tang Tai-chi"                                                                      | |
| 1992 | The Setting Sun                                        | 落陽                             | "Tougetsu" action director                                                          | |
| 1992 | Ghost Killer                                           | 俾鬼玩                           | action director                                                                     | |
| 1993 | The Sword Stained with Royal Blood                     | 新碧血劍                         | "Constable Yuen Shing-chi"                                                          | |
| 1993 | Deadful Melody                                         | 六指琴魔                         | "Lui Lun"                                                                           | |
| 1993 | Once Upon a Chinese Hero                               | 黃飛鴻之鬼腳七                   | "Lau Zhai" producer action director                                                 | a.k.a. Kickboxer aka Once Upon A Time In China 6: Kickboxer                                                                                                 |
| 1993 | Kin chan no Cinema Jack                                | 陳健沒有傑克電影院               |                                                                                     | Đây là một phim tuyển tập, một sự hợp tác sản xuất giữa Úc, Hồng Kông và Nhật Bản. Phân đoạn ở Hồng Kông có xuất hiện Nguyên Bưu và do Thành Long sản xuất. |
| 1994 | Circus Kid                                             | 馬戲小子                         | "Han" a.k.a. "Tung"                                                                 | |
| 1995 | Don't Give a Damn                                      | 方面俾                           | "Rambo Wong Yuk-man"                                                                | a.k.a. Burger Cop |
| 1995 | Tough Beauty and Sloppy Slop                           | 怒海威龍                         | "Li Chin-tang"                                                                      | |
| 1995 | The First Assignment                                   | 演職員表                         |                                                                                     | |
| 1996 | The Hero of Swallow                                    | 神偷燕子李三                     | "Li San" a.k.a. "Swallow Thief"                                                     | |
| 1996 | Dragon in Shaolin                                      | 龍在少林                         | "Chung Yat-shan"                                                                    | a.k.a. Dragon from Shaolin |
| 1997 | The Hunted Hunter                                      | 檔案X殺人犯                      | "Lin Yue-feng"                                                                      | |
| 1997 | Hero                                                   | 馬永貞                           | "Tam See"                                                                           | |
| 1997 | Leopard Hunting                                        | 獵豹行動                         | action director                                                                     | |
| 1999 | Trung Hoa Anh hùng                                     | 中華英雄                         | "Boss"                                                                              | a.k.a. Chinese Hero |
| 1999 | Millennium Dragon                                      | 紅牆盜影                         | "Ma Sar"                                                                            | |
| 2000 | Trưa Thượng Hải                                        | 西域威龍                         | "Người đánh nhau trong quán rượu" (không được ghi danh) chỉ đạo hành động đóng thế  | |
| 2001 | The Avenging Fist                                      | 拳神                             | "Thunder"                                                                           | a.k.a. Fight Zone |
| 2002 | No Problem 2                                           | 無問題2                          | "Lam Kau" action director                                                           | |
| 2004 | Enter the Phoenix                                      | 大佬愛美麗                       | "Mr Hung"                                                                           | |
| 2004 | Boxer's Story                                          | 赤子拳王                         | "Wah" co-director                                                                   | a.k.a. Father and Son |
| 2004 | Hero Youngster                                         | 少年陳真                         | "Mr Ou"                                                                             | a.k.a. Juvenile Chen Zhen |
| 2006 | Rob-B-Hood                                             | 寶貝計劃                         | "Thanh tra Steve Mạc"                                                               | |
| 2007 | Fight For Love                                         | 擊情歲月                         |                                                                                     | |
| 2007 | Legend of Twins Dragon                                 | 雙龍記                           |                                                                                     | a.k.a. Shuang Long Ji film derived from Wing Chun TV series                                                                                                 |
| 2009 | Turning Point                                          | Laughing Gor之變節               | "Sin Sir"                                                                           | a.k.a. Laughing Gor |
| 2010 | Việt quang bảo hạp                                     | 越光寶盒                         | "Lưu Bị"                                                                            | |
| 2010 | Empire of Assassins                                    | 帝國刺客                         |                                                                                     | |
| 2010 | The Legend Is Born – Ip Man                            | 葉問前傳                         | "Ng Chung-suk" / Vincent Yuan                                                       | |
| 2011 | My Kingdom                                             | 大武生                           |                                                                                     | |
| 2012 | Tai Chi Hero                                           | 太極２ 英雄崛起                  | "Master Li Qian-kun"                                                                | |
| 2014 | Sifu vs Vampire                                        | 天師鬥殭屍                       | "Feng Shui"                                                                         | |
| 2016 | The Bodyguard                                          | 特工爺爺                         | (vai khách mời)                                                                     | a.k.a. 老衛兵 |

### Truyền hình dài tập
| Năm  | Tên tiếng Anh                      | Tên tiếng Trung | Vai diễn       | Ghi chú |
| ---- | ---------------------------------- | --------------- | -------------- | --- |
| 1998 | Kingdom and the Beauty             | 江山美人        |                | a.k.a. Chinese Odyssey - King Zhende and Phoenix aka The King and I                                                                                      |
| 1998 | The Legend of a Chinese Hero       | 中華兒女英雄傳  |                | |
| 2000 | The Legend of the Martial Alliance | 少林七嵌        |                | a.k.a. The Seven Heroes of Shaolin |
| 2002 | Righteous Guards                   | 中原鏢局        | "Sima Bu-ping" | |
| 2005 | Real Kung Fu                       | 佛山贊師父      | "Lương Tán"    | a.k.a. Mr Chan of Fu Shan |
| 2006 | Vịnh Xuân quyền                    | 詠春            | "Lương Tán"    | |
| 2007 | The Ultimate Crime Fighter         | 通天干探        | "Yuen Fo-sun"  | |
| 2008 | The Disciple                       | 龍的傳人        | guest judge    | Chương trình thực tế của Thành Long cho kênh China Beijing TV Station của Trung Quốc đại lục                                                             |
| 2009 | Thiếu Lâm tự truyền kỳ             | 少林寺传奇      | "Đàm Tông"     | Đây là một loạt phim kéo dài 120 tập chia làm ba phần. Nguyên Bưu xuất hiện trong hai phần, Thập tam côn tăng (十三棍僧救唐王) a.k.a. và Thập bát la hán |
| 2012 | The Legend of Wing Chun            | 詠春傳奇        |                | |
| 2013 | 12 Deadly Coins                    | 十二金錢鏢      |                | phim chính kịch lần đầu chiếu ở Trung Quốc định dạng 3D                                                                                                  |

Tất cả các phim có ông góp mặt đều phát sóng bởi truyền hình TVB trừ một số phim.